# Harmony of the Seas
Die Harmony of the Seas ist ein Kreuzfahrtschiff der US-amerikanischen Reederei Royal Caribbean International und war von der Indienststellung 2016 bis zur 2018 erfolgten Indienststellung des Schwesterschiffs Symphony of the Seas das größte Kreuzfahrtschiff der Welt. Das Schiff wurde am 12. Mai 2016 an die Reederei übergeben. Es handelt sich um ein geringfügig vergrößertes Schwesterschiff der Oasis of the Seas und der Allure of the Seas.

## Geschichte
Am 25. Oktober 2012 gab Royal Caribbean den Bau eines dritten Schiffes der Oasis-Klasse bekannt. Am 27. Dezember 2012 wurde das Schiff bei STX France mit Sitz in Saint-Nazaire in Auftrag gegeben, nachdem eine Verhandlung mit der Werft STX Finland gescheitert war. Der Baubeginn des Schiffes war am 23. September 2013, am 9. Mai 2014 wurde das Schiff auf Kiel gelegt und am 20. Mai 2016 in Dienst gestellt. Am 1. Februar 2015 wurde der teilweise fertige Rohbau des dritten Schiffes der Klasse aus dem Trockendock A in das tiefere Trockendock B der Werft STX France verlegt. Die Harmony of the Seas ist 2,15 Meter länger und 5,5 Meter breiter als ihre beiden Schwesterschiffe. Das Schiff ist in der Lage, 6.780 Passagiere in 2.747 Kabinen unterzubringen und kann damit 484 Passagiere mehr als ihre beiden älteren Schwesterschiffe aufnehmen.
Im Februar 2015 verkündete Royal Caribbean, dass das neue Schiff auf den Namen Harmony of the Seas getauft wird. Am 19. Juni 2015 wurde das Schiff ausgedockt und in das Bassin C verlegt. Am 10. März 2016 lief das Schiff zu seiner ersten Erprobungsfahrt auf See aus. Eine weitere Erprobungsfahrt begann am 21. April 2016. Die Harmony of the Seas wurde am 12. Mai 2016 an Royal Caribbean abgeliefert. Drei Tage später verließ das Schiff Saint-Nazaire mit dem Ziel Southampton. Von dort trat die Harmony of the Seas am 22. Mai ihre Jungfernfahrt an und nahm dann Kurs auf ihren Basishafen Barcelona. Am 10. November 2016 wurde die Harmony of the Seas in Fort Lauderdale getauft.
Im Mai 2014 gab Royal Caribbean bekannt, ein weiteres Schwesterschiff mit denselben Ausmaßen wie die Harmony of the Seas in Auftrag zu geben. Das Schiff, welches den Namen Symphony of the Seas trägt, wurde 2018 in Dienst gestellt.

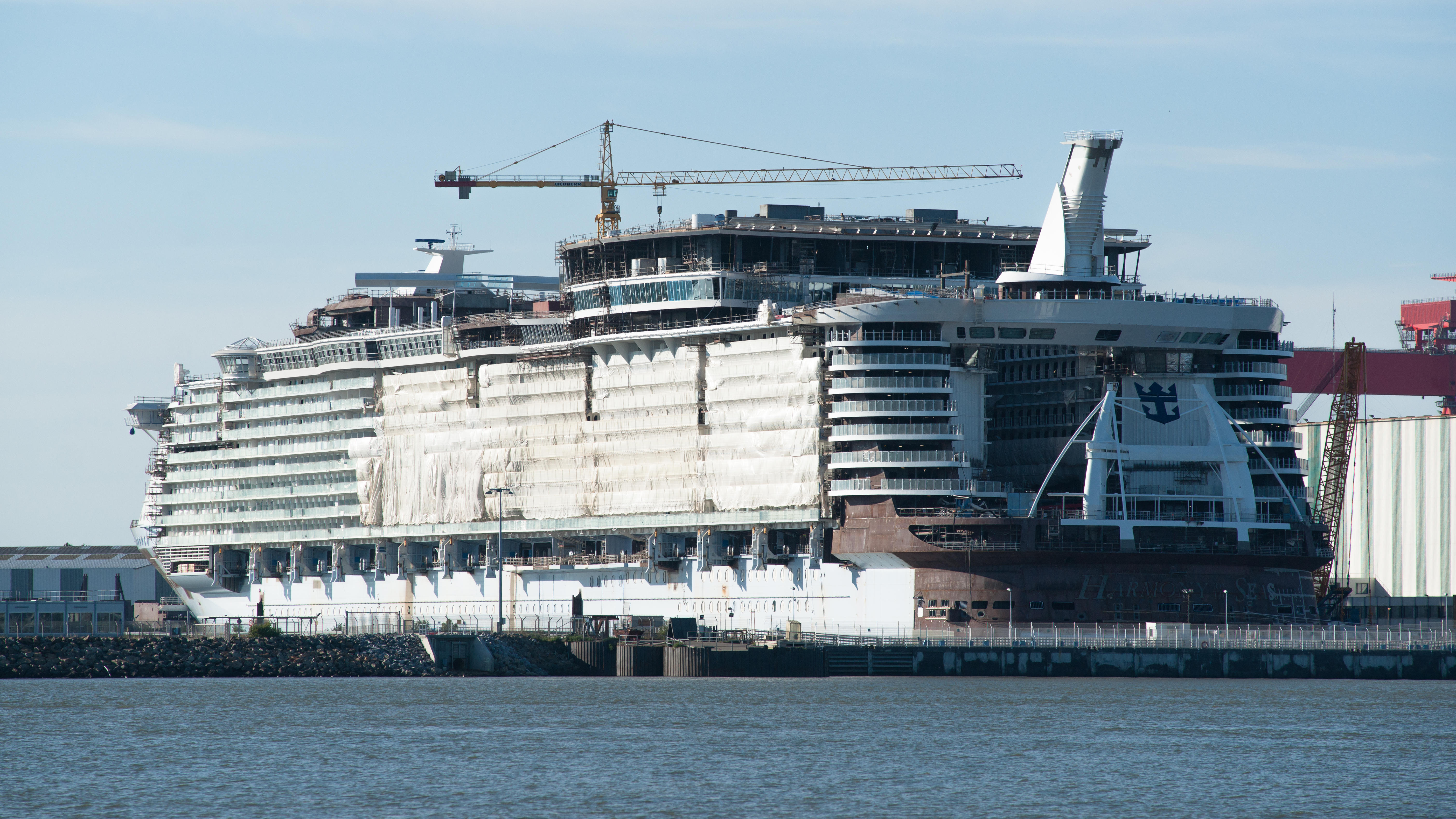
Heckansicht des Schiffes im Bau, Juni 2015
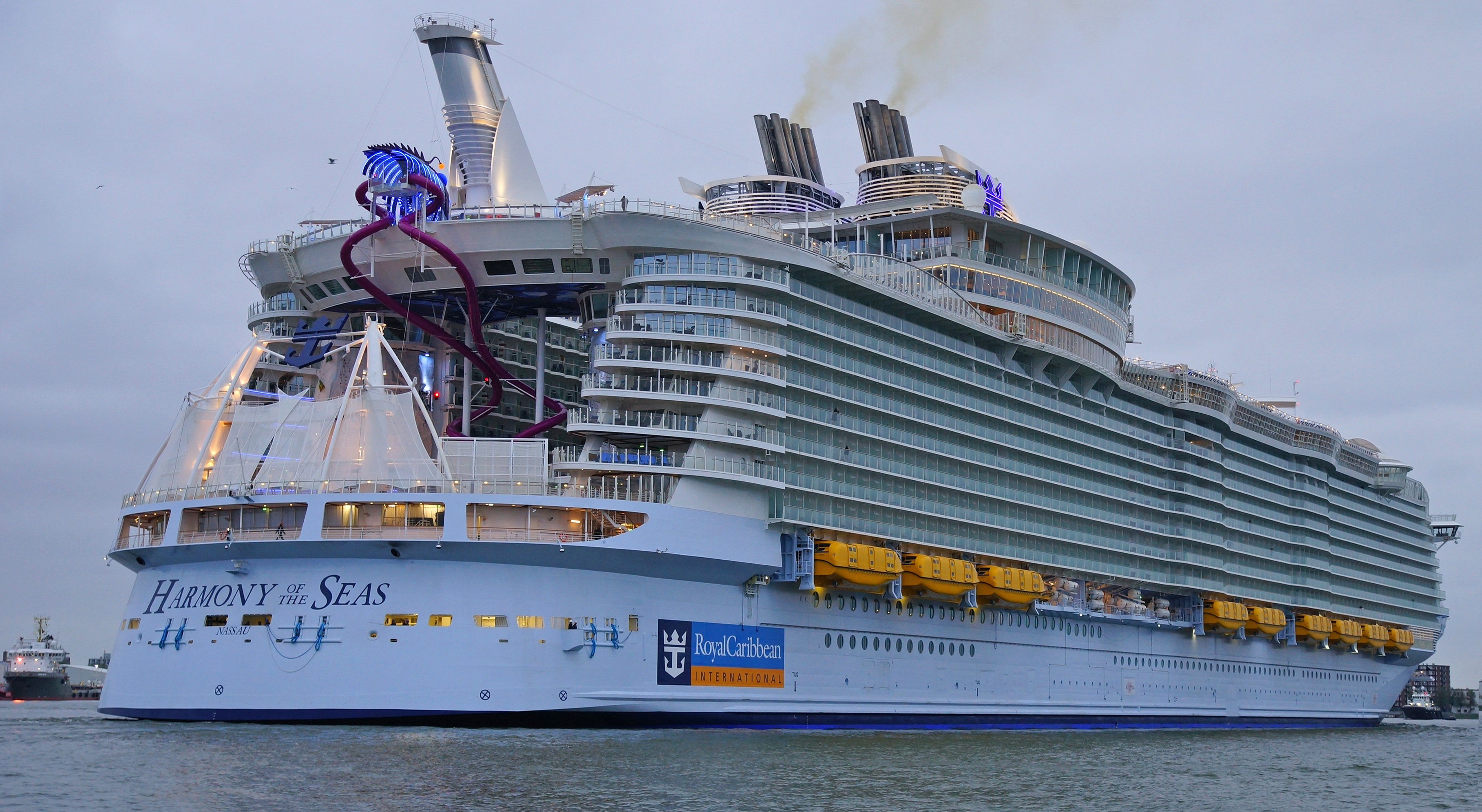
Das Heck der Harmony of the Seas
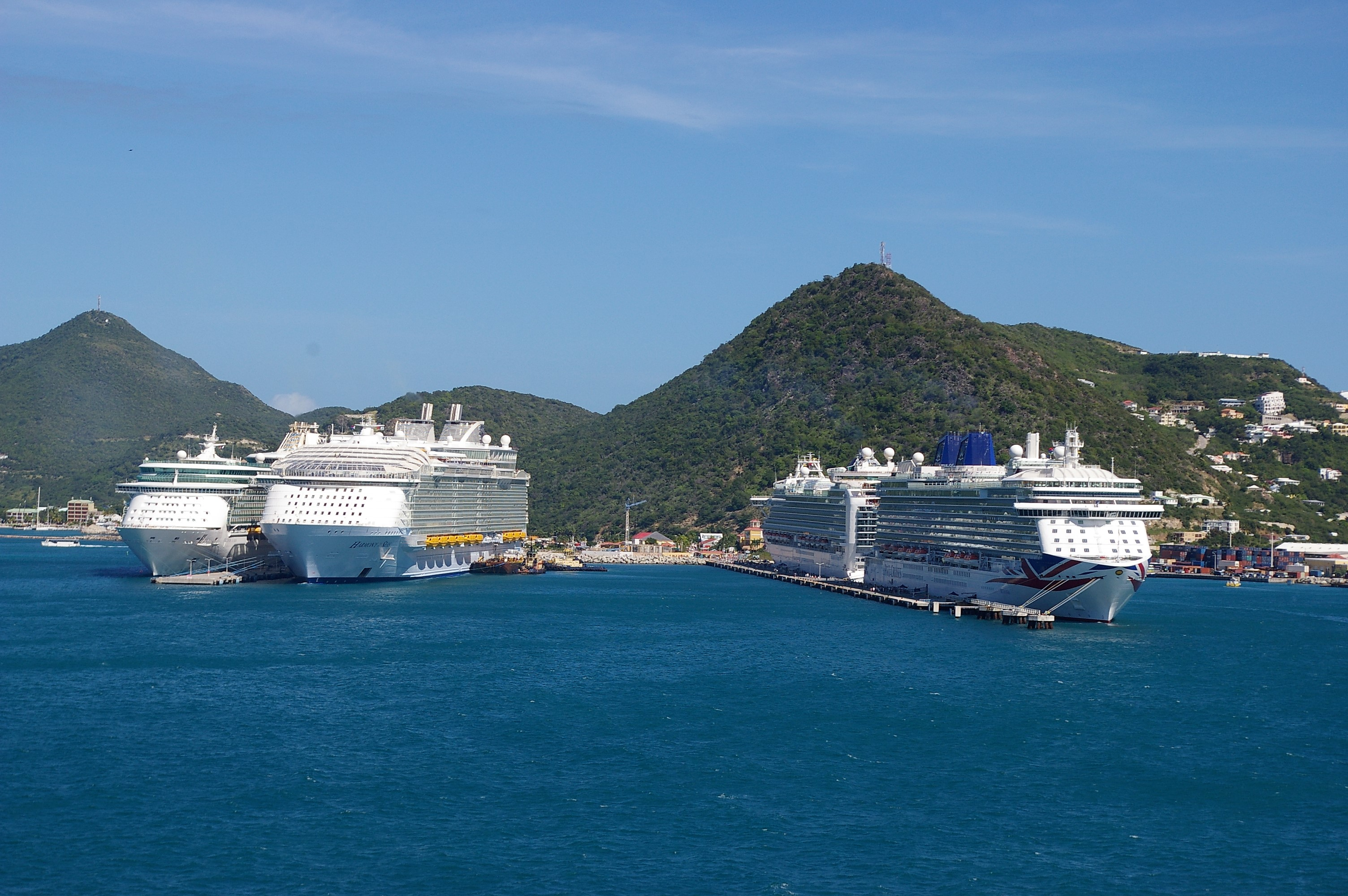
Harmony of the Seas (2. von links) im Hafen von Philipsburg

## Ausstattung
Am Heck befindet sich ein 30 Meter hohes symmetrisches Paar Trockenrutschen. The Ultimate Abyss startet 47 Meter über der Wasserlinie auf Deck 16 oberhalb des Aqua Theaters. An Bord befinden sich 2.747 Kabinen auf 18 Decks.

## Rumpf- und Antriebstechnik
In der Harmony of the Seas ist ein Luftschmierungssystem (Air Lubrication System) eingebaut. Dabei wird ein Schleier aus Luftblasen unter den Schiffsboden gedrückt, um den Fahrwiderstand zu vermindern. In Verbindung mit weiteren Maßnahmen soll die Harmony of the Seas laut Betreiber gegenüber den zuvor abgelieferten Schwesterschiffen bis zu 20 Prozent effizienter sein. Die Hauptmaschinenanlage besteht aus drei Sechzehnzylinder-Schiffsdieseln von Wärtsilä mit je 18.860 kW Leistung sowie drei Zwölfzylinder-Schiffsdieseln desselben Herstellers mit je 13.860 kW Leistung für den integrierten elektrischen Antrieb. Als Notstromaggregate sind zwei Dieselmotoren von MTU an Bord. Als Treibstoff wird Schweröl verwendet, wobei ein Schwefelwäscher (Scrubber) eingesetzt wird, um Schwefelemissionsgrenzwerte einzuhalten, die in Häfen und Küstenbereichen der EU und der USA vorgeschrieben sind. Von Analysten wird der tägliche Treibstoffbedarf auf mindestens 150 Tonnen beziffert, der Schadstoffausstoß mit ca. fünf Tonnen Stickoxide und 450 kg Feinstaub angegeben.

## Zwischenfälle
Am 13. September 2016 ereignete sich im Hafen von Marseille ein Unfall. Offenbar löste sich bei einer Rettungsübung ein mit fünf Besatzungsmitgliedern besetztes Rettungsboot von der Haltevorrichtung und stürzte aus einer Höhe von ca. zehn Metern auf das Wasser. Bei dem Aufprall wurde eine Person getötet und vier wurden schwer verletzt.
Am 24. Dezember 2018 stürzte ein 20-Jähriger, der als Sänger und Tänzer der Musical-Crew zur Besatzung des Schiffes gehörte, vom Schiff in den Atlantik und gilt seitdem als vermisst.
Wenige Wochen später stürzte am 11. Januar 2019 ein 16-jähriger Passagier, bei dem Versuch über den Balkon in seine Kabine zu gelangen, bei einer Zwischenstation des Schiffs auf der haitianischen Halbinsel Labadee von Bord auf den Pier und zog sich dabei tödliche Verletzungen zu.
Am 31. Januar 2022 fuhr das Kreuzfahrtschiff in das Sperrgebiet, welches für den Abbruch des Starts der Mission SpaceX CSG-2 für die Agenzia Spaziale Italiana sorgte. Der Start wurde um einen Tag verschoben.
Am 26. Mai 2022 rammte das Schiff in Falmouth auf Jamaika bei einem Anlegemanöver rückwärts fahrend eine Pier und zerstörte diese. Es gab keine Personenschäden.